# Abre tu corazón (álbum)
Abre tu corazón es el nombre del tercer álbum de estudio y segundo bajo el nombre de Rostros Ocultos. Fue publicado en 1989 por EMI. El disco significa el despegue definitivo de la banda en México y Latinoamérica, pues contiene varias de sus canciones más conocidas e importantes, destacando Tiempo de Cambiar, No te quiero más, Abre tu corazón y El final, que se grabó originalmente en 1984, cuando la banda se llamaba Los Clips y que se regrabó para este disco. El final ocupa el puesto #26 de la lista de las 100 mejores canciones de los ochenta en México del canal VH1 Latinoamérica, que fue publicada en 2007.
Obtuvo disco de oro por su alto nivel de ventas.

## Lista de canciones[1]

### Lado A
| N.º | Título                     | Escritor(es)        | Duración |  |
| 1.  | «El final»                 | Villa/Salazar       | 2:29     |  |
| 2.  | «No te quiero más»         | Ybarra/Villa/Franco | 3:24     |  |
| 3.  | «Abre tu corazón»          | Ybarra/Villa/Chávez | 3:09     |  |
| 4.  | «El Rap-To»                | Ybarra/Villa/Cosio  | 3:41     |  |
| 5.  | «Bailando en la oscuridad» | Villa               | 4:26     |  |

### Lado B
| N.º | Título              | Escritor(es)               | Duración |  |
| 6.  | «Tiempo de cambiar» | Villa                      | 2:58     |  |
| 7.  | «Soy lo que soy»    | Villa/Franco               | 3:19     |  |
| 8.  | «Me siento mal»     | Villa/Franco               | 4:20     |  |
| 9.  | «Te quiero besar»   | Villa/Franco               | 3:35     |  |
| 10. | «Esquizofrenia»     | Ybarra/Villa/Chávez/Corona | 2:46     |  |